# Сидоровский замок
Си́доровский за́мок (укр. Си́дорівський за́мок) расположен в селе Сидоров (укр. Си́дорів), что в семи километрах южнее посёлка Гусятин Тернопольской области, Украина. Он стоит на высоком холме, омывающемся с трёх сторон рекой.
Построен замок из песчаника и известняка в 40-х годах XVII века Мартыном Калиновским из известного и влиятельного в то время рода Калиновских. Замок сильно вытянут в направлении с севера на юг и первоначально имел 7 башен. Длина замка в направлении север-юг достигала 178 метров, а в направлении запад-восток всего 30 метров. Замок был сильно повреждён во время турецкого вторжения в 1672 году, потом восстанавливался, но с начала XVIII века утратил своё оборонное значение, пришёл в запустение и постепенно разрушался вплоть до нашего времени.
Юго-западная часть замка на данный момент полностью разрушена. Лучше всего сохранилась северная его часть, где доминирующее положение занимает двухъярусная треугольная изнутри (в плане) и несколько закруглённая снаружи дозорная башня. Сохранились стены, идущие с двух сторон от дозорной башни. К ним примыкают две полукруглые двухъярусные бастеи. Также сохранилась в полуразрушенном состоянии южная полукруглая двухъярусная бастея с арочным въездом и контрфорсами.

## Галерея

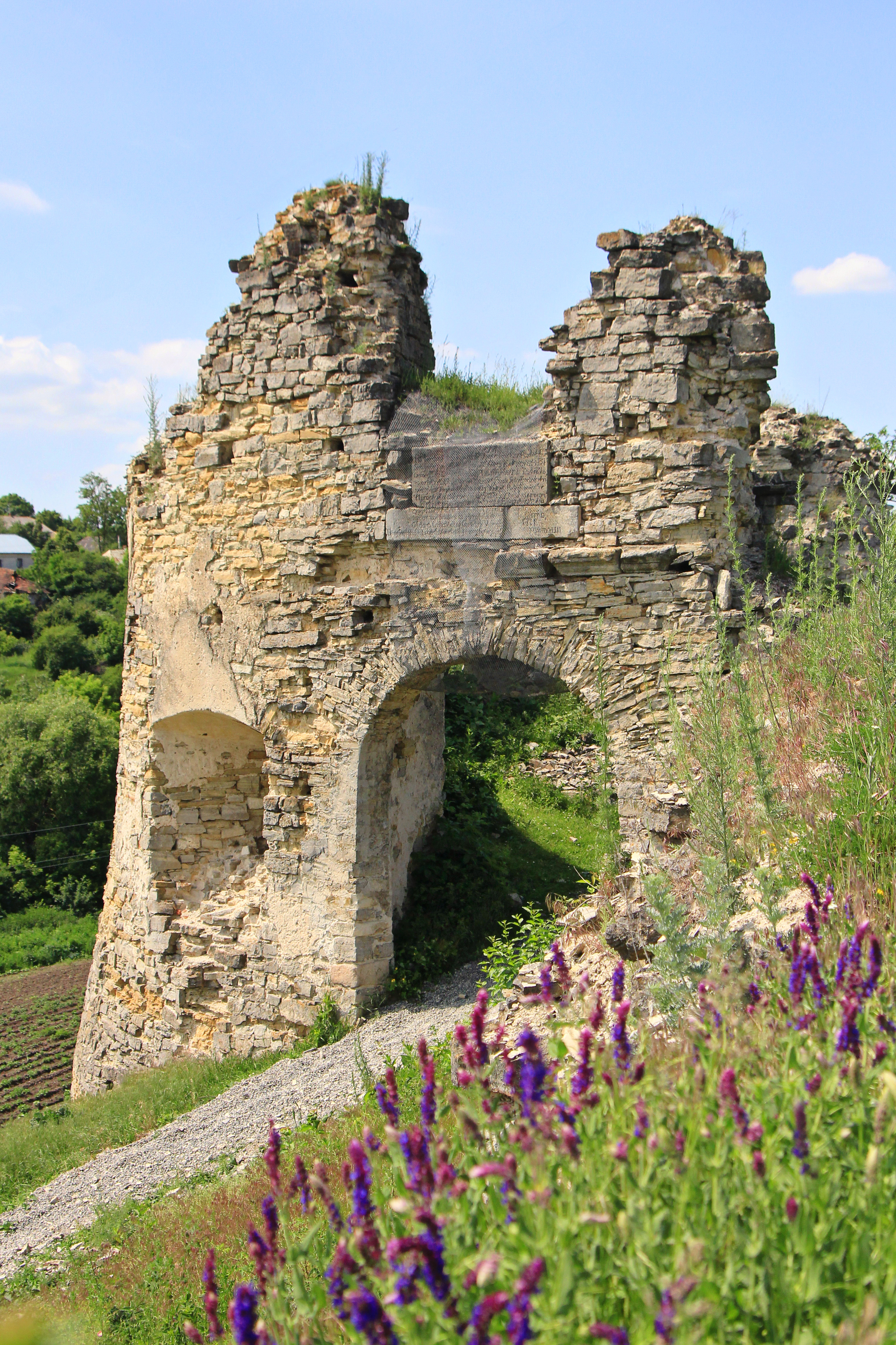
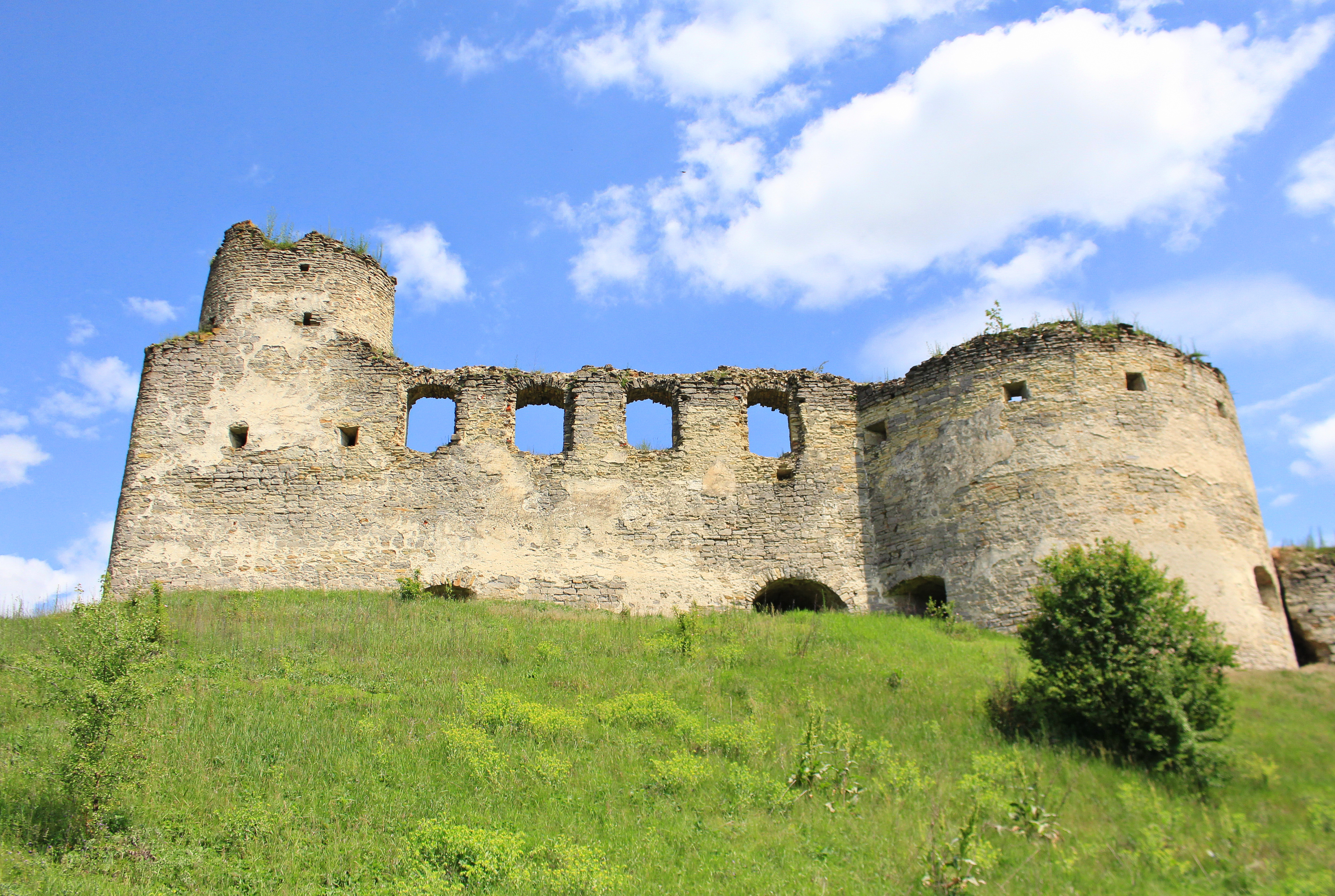
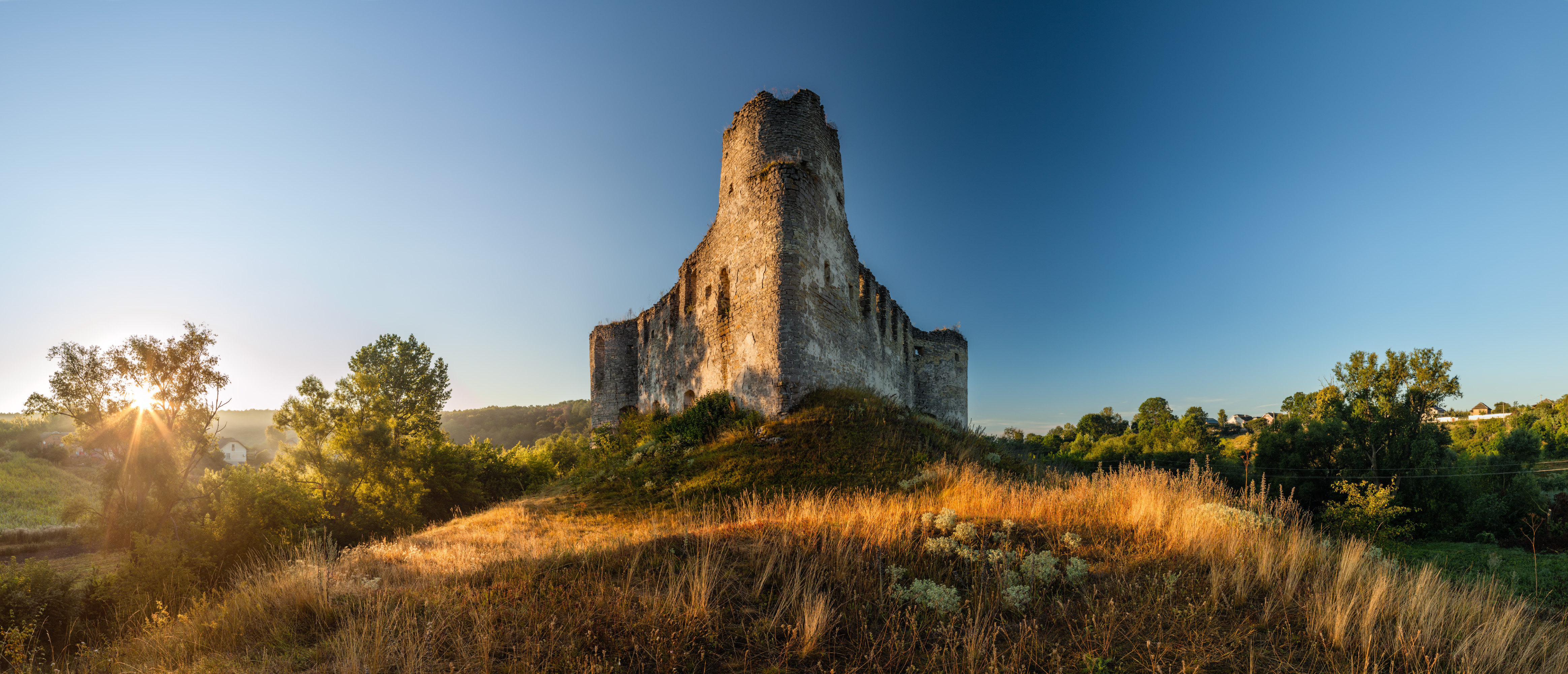
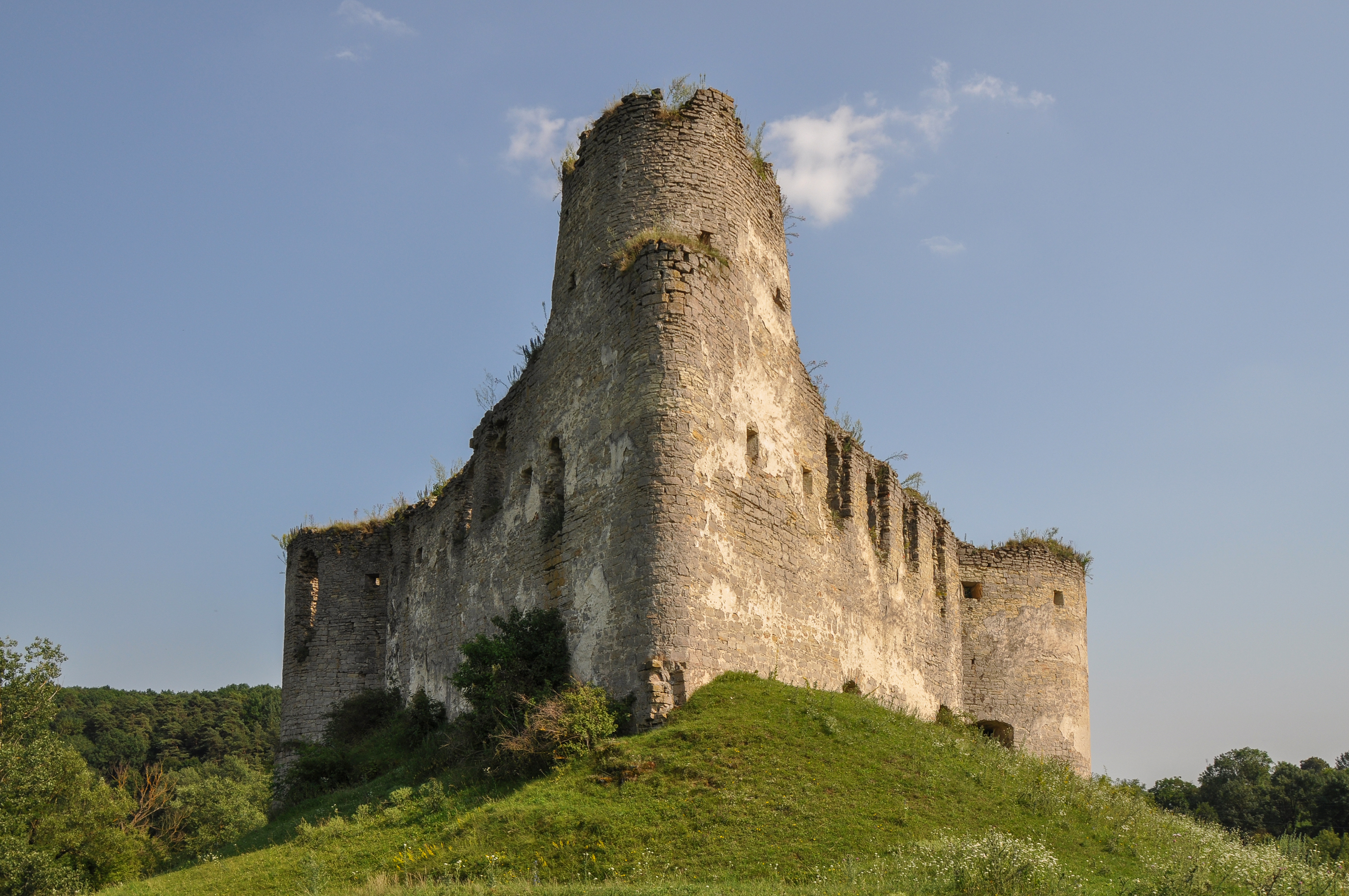
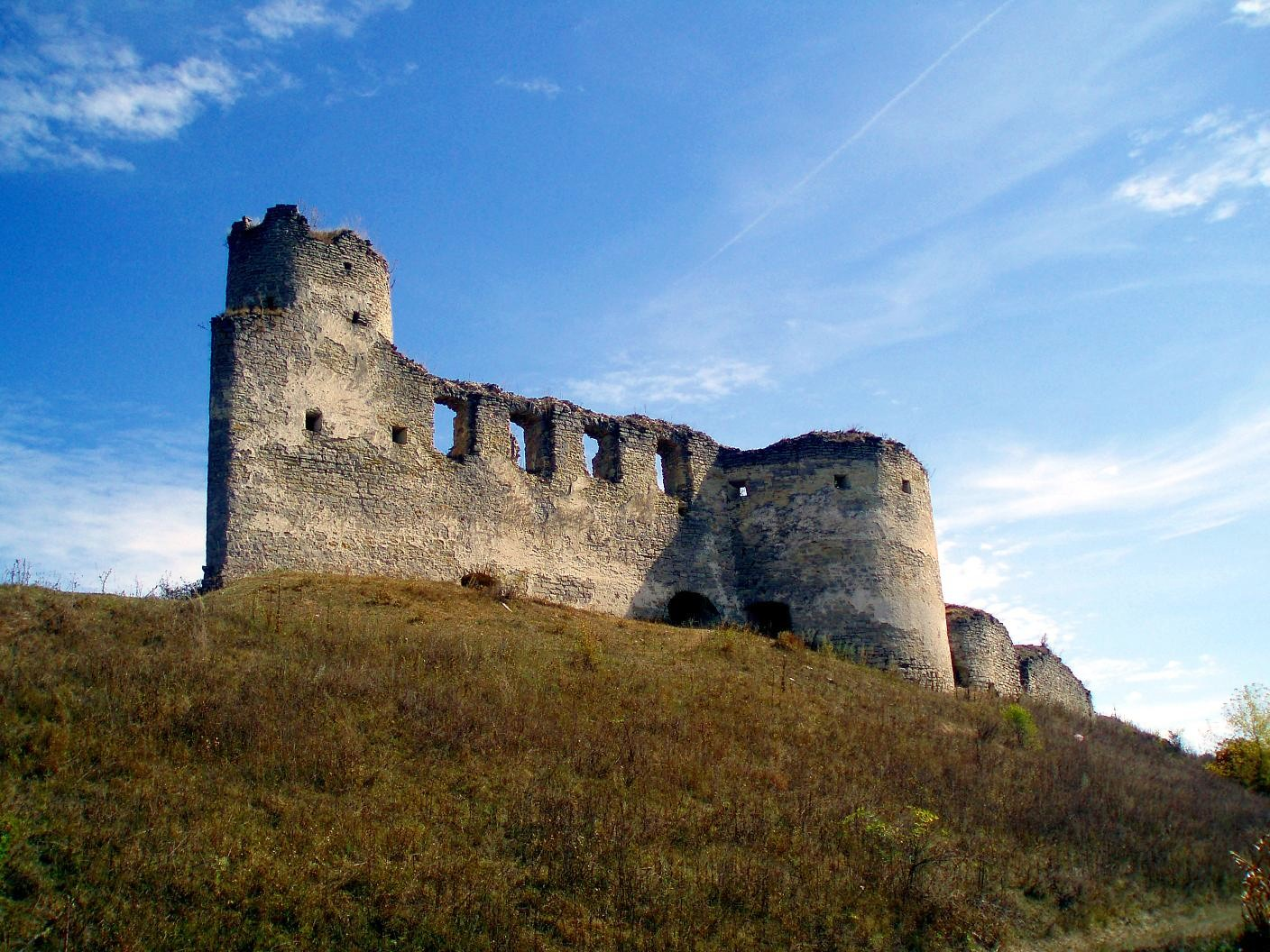